# Barreiro (Antas de Ulla)
Barreiro(llamada oficialmente San Cibrao de Barreiro) es una parroquia española del municipio de Antas de Ulla, en la provincia de Lugo, Galicia.

## Otro nombre
La parroquia también es conocida con el nombre de San Ciprián de Barreiro.

## Organización territorial
La parroquia está formada por seis entidades de población, constando cinco de ellas en el nomenclátor del Instituto Nacional de Estadística español:

### Entidades de población
Entidades de población que forman parte de la parroquia:
- A Laxe
- A Pedrouza
- A Ponte Mercé
- Barreiro
- Paredes

### Despoblado
Despoblado que forma parte de la parroquia:
- Medeiro

## Demografía
| Gráfica de evolución demográfica de Barreiro entre 2000 y 2019 |
|                                                                |
| Datos según el nomenclátor publicado por el INE.               |